# Abyssoanthus
Abyssoanthus Reimer & Fujiwara,2007 è un genere di esacoralli dell'ordine Zoantharia. È l'unico genere della famiglia Abyssoanthidae.

## Descrizione
Il genere comprende zoantari solitari con polipi che presentano incrostazioni di sabbia o altri detriti organici nello spessore delle loro pareti.

## Distribuzione e habitat
Il genere comprende due specie che sono state scoperte nelle profondità abissali dell'oceano Pacifico occidentale, in prossimità del Giappone. Entrambe le specie crescono su substrati rocciosi in vicinanza di sorgenti sottomarine di metano.

## Tassonomia
Il genere comprende le seguenti specie:
- Abyssoanthus convallis Reimer & Sinniger, 2010
- Abyssoanthus nankaiensis Reimer & Fujiwara, 2007

La disposizione dei mesenteri differisce sia da quella del sottordine Brachycnemina che da quella del sottordine Macrocnemina, non consentendo di includere il genere in nessuno dei due maggiori raggruppamenti dell'ordine Zoantharia.